# Domenico Gagini
Domenico Gagini oder Gaggini (* um 1425 in Bissone; † 29. September 1492 in Palermo) war ein lombardischer Bildhauer der Frührenaissance.

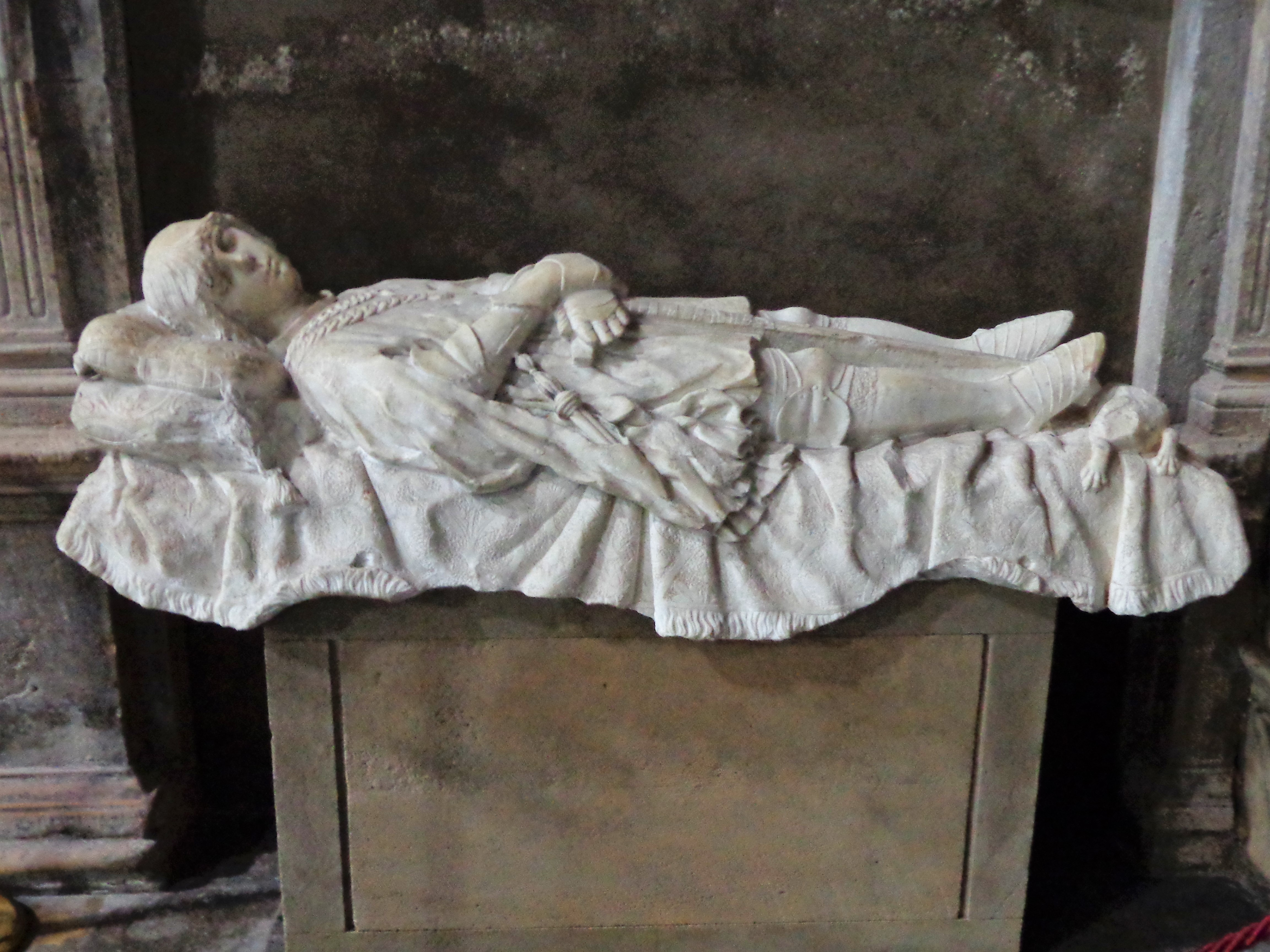
Domenico Gagini: Grabmal von Antonello Speciale, Kirche San Francesco d’Assisi, Palermo

## Leben
Domenico Gagini stammte aus einer lombardischen Bildhauerdynastie. Er war Sohn von Pietro Gagini und Vater von Giovanni Gaggini und Antonello Gagini, der nach seinem Tod seine Werkstatt in Palermo übernahm, und Onkel von Elia Gaggini. Den größten Teil (1459–1492) seines Lebens hielt er sich auf Sizilien auf. Über seine Kindheit ist nichts bekannt.
Von ca. 1440 bis 1446 ging er bei dem florentinischen Architekten und Bildhauer Brunelleschi in die Lehre, wie man aus seinem Stil schließen kann. Filarete erwähnt in seinem Traktat zur Architektur einen Domenico proveniente dellago di logano discepolo di Pippo di ser Brunellesco. In der Zeit von 1447/1448 bekam er den Auftrag für eine Kapelle und das Portal der Kirche San Giovanni Battista in Genua, an der er bis etwa 1456 arbeitete. Es war einer der bedeutendsten dort damals vergebenen Aufträge, den er mit seinen Neffen Elia Gagini und Pace Gaggini ausführte.
Um 1457/1458 ging er an den Hof König Alfonsos I., wo er am Triumphbogen des Castel Nuovo mitarbeitete und weitere Aufträge am Hof ausführte, darunter das Portal in der Sala dei Baroni. Dort kam er in Kontakt mit dem Bildhauer Francesco Laurana und dem Künstlerkreis um Laurana. Sein Aufenthalt in Neapel dauerte bloß ein Jahr. Er war mit seinem Sohn Antonello Gagini einer der bedeutendsten Bildhauer Siziliens.

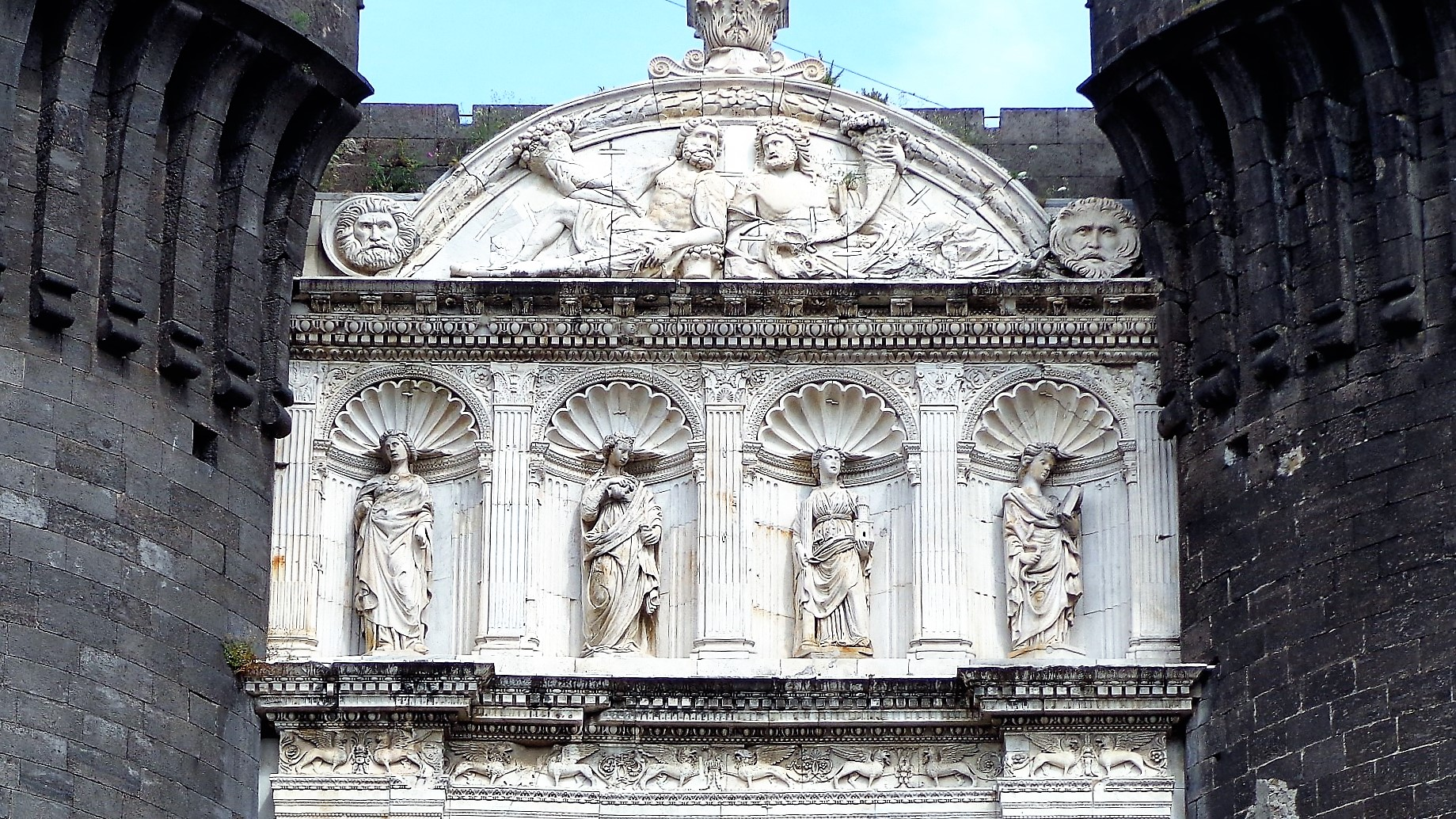
Domenico Gagini: Statuen, die Großmut, Mäßigung, Tapferkeit und Besonnenheit. Arco Maschio Angioino, Neapel.

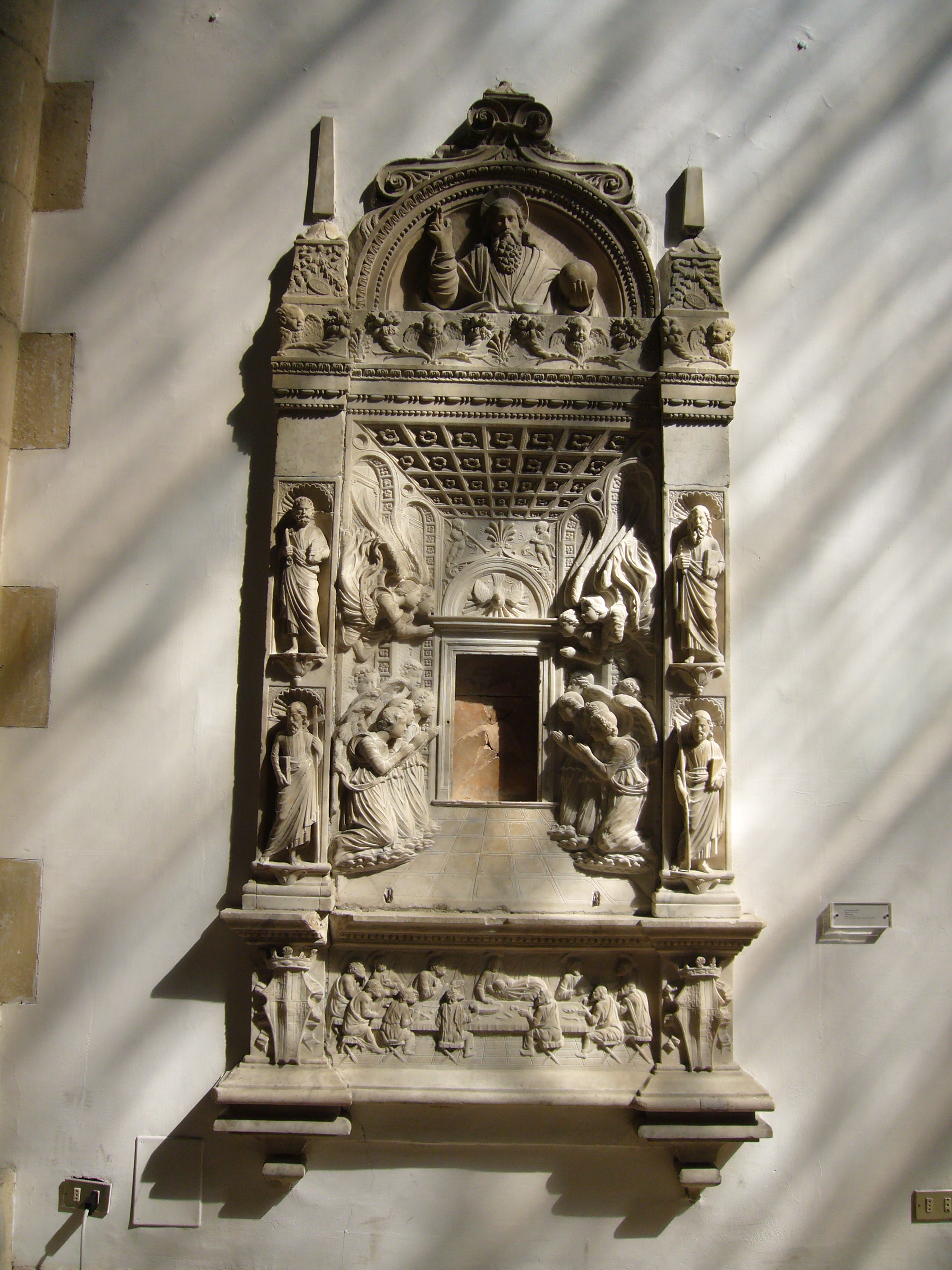
Domenico Gagini: Sakramentstabernakel, cappella palatina, Castel Nuovo, Neapel

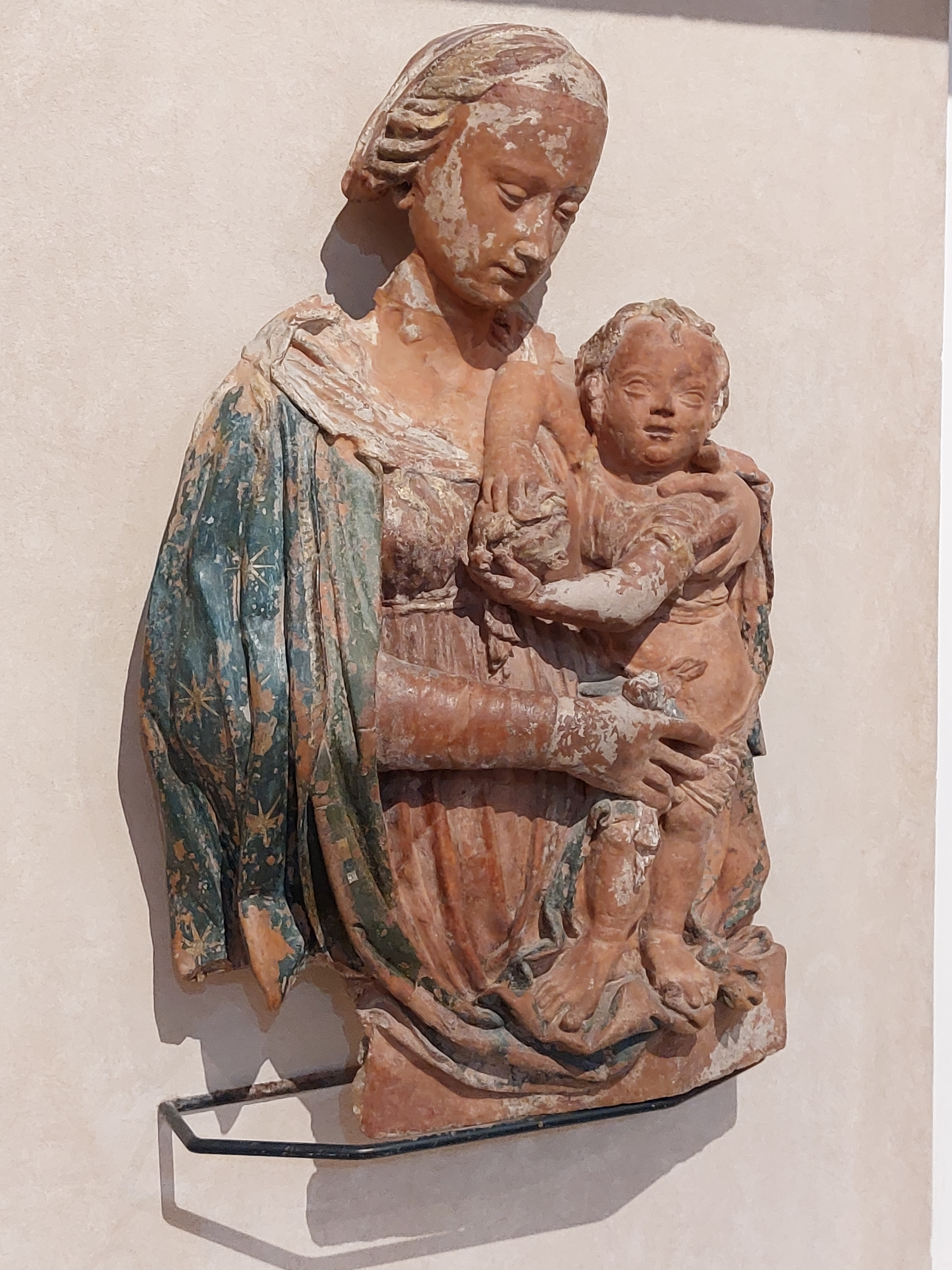
Domenico Gagini: Madonna mit Kind, Gemeindemuseum Salemi

## Werk
Domenico Gagini führte den bis dahin unbekannten Stil der Frührenaissance in Sizilien ein, zu einem Zeitpunkt, an dem die Bildhauerei an einem Tiefpunkt angelangt war. Von ca. 1460 bis 1462 arbeitete er an den Mosaiken im linken Seitenschiff der Cappella Palatina in Palermo. Danach folgten weitere Aufträge für die Kapellen der Familie Speciale, für eine Kapelle in der Kirche von San Francesco d’Assisi in Palermo und die Kapelle der Heiligen Christina im Dom von Palermo. Die Kapelle wurde bei Bauarbeiten im Dom im 19. Jahrhundert zerstört. Seine erhaltenen Werke befinden sich heute im Museo Diocesano di Palermo.
Weiter schufen er und seine Werkstatt Grabmäler und Sarkophage für Antonio Speciale, Antonio Grignano, Francesco Valguarnera, Elisabetta Omodei, Giovanni Montaperto, Giovanni Branciforte, Artale Cordona. Außerdem gingen aus seiner Werkstatt viele Madonnen, Portale, Tabernakel und Weihwasserbecken hervor. In seiner Werkstatt in Palermo beschäftigte er viele Gesellen, die nach seinen Vorlagen arbeiteten und zum Teil große Geschicklichkeit erwarben, sich dem Stil ihres Meistern anzunähern. Seine Werke sind auf ganz Sizilien zu finden.